# 格林镇
格林镇，是中华人民共和国贵州省遵义市正安县下辖的一个乡镇级行政单位。

## 行政区划
格林镇下辖以下地区：
风光村、太平村、广大村、春雷村、朝阳村、保丰村、源泉村、兴隆村、木盆窝村和永长村。